# The Snapper
(Dessie Curley)
The Snapper è un film del 1993 diretto da Stephen Frears.
Il film è stato prodotto dalla British Broadcasting Corporation (BBC) che aveva garantito la distribuzione nei cinema dopo un passaggio sulla TV inglese.
Originariamente girato per la televisione, fa parte della serie "Screen Two", e sarebbe l'episodio 10 della 9ª stagione, successivamente distribuito come film nelle sale.
Fu presentato alla Quinzaine des Réalisateurs del 46º Festival di Cannes.

## Trama
La ventenne Sharon Curley vive in un quartiere popolare di Dublino e lavora in un supermercato. Un giorno resta incinta ma rifiuta di dire il nome del padre. Decide di tenere il bambino ("snapper") e la sua famiglia la supporta.
Nel quartiere popolare le voci girano e la curiosità è enorme, tuttavia il peggio accade quando George, amico del padre e suo vicino, scherza tra gli amici e afferma di aver avuto un rapporto con lei mentre era ubriaca. Dopo essere stato affrontato da Sharon, l'anziano confessa tutto alla moglie e scappa di casa. Le vicine vengono a sapere la vicenda dalla moglie abbandonata e la notizia improvvisamente si diffonde con i pettegolezzi peggiori per cui Sharon deve affrontare insulti e chiacchiere.
Sharon, però, afferma che tutto ciò non è vero e che sia stato un marinaio spagnolo, tuttavia il quartiere crede che sia solo una bugia per nascondere la verità. Sarà suo padre a superare l'imbarazzo, ritrovare il buonumore ed assistere al parto di sua figlia mentre il padre naturale della neonata vaga disperato per Dublino come un barbone.

## Produzione
Il film è stato prodotto dalla British Broadcasting Corporation (BBC) che aveva garantito la distribuzione nei cinema dopo un passaggio sulla TV inglese.
Originariamente girato per la televisione, fa parte della serie "Screen Two", e sarebbe l'episodio 10 della 9ª stagione, successivamente distribuito come film nelle sale.

### Sceneggiatura
Il film è basato sul romanzo omonimo di Roddy Doyle sulla famiglia Rabbitte. Infatti questa è la seconda storia della "Barrytown Trilogy" di Doyle incentrata su questa famiglia. Tuttavia nel film il cognome della famiglia è stato cambiato da Rabbitte in Curley poiché la 20th Century Fox aveva tenuto i diritti del cognome Rabbitte usato per il film The Commitments (1991), che era sempre parte della trilogia. Per tale motivo i personaggi furono rinominati nei due film che adattavano gli altri due romanzi (The Snapper e Due sulla strada).
Il nome del film deriva da una parola usata nello slang irlandese che indica un nascituro.

## Riprese
- La scena in cui Sharon scende da una scala mobile con Mr. Burgess è stato filmato nel centro commerciale di Dún Laoghaire.
- Altre scene sono state filmate negli Ardmore Studios di Wicklow mentre quelle esterne a Dublino, l'ospedale in cui nasce il bimbo, ad esempio, è la Rotunda nel centro di Dublino.

## Riconoscimenti
- 1993 - Seminci
  - Espiga de plata
  - Premio per la miglior attrice (Tina Kellegher)
- 1994 - Premio César
  - Candidatura al premio per il miglior film straniero
- 1994 - Golden Globe
  - Candidatura al premio per il miglior attore (Colm Meaney)
- 1995 - Premio Goya
  - Miglior film europeo